# Krzysztof Opaliński

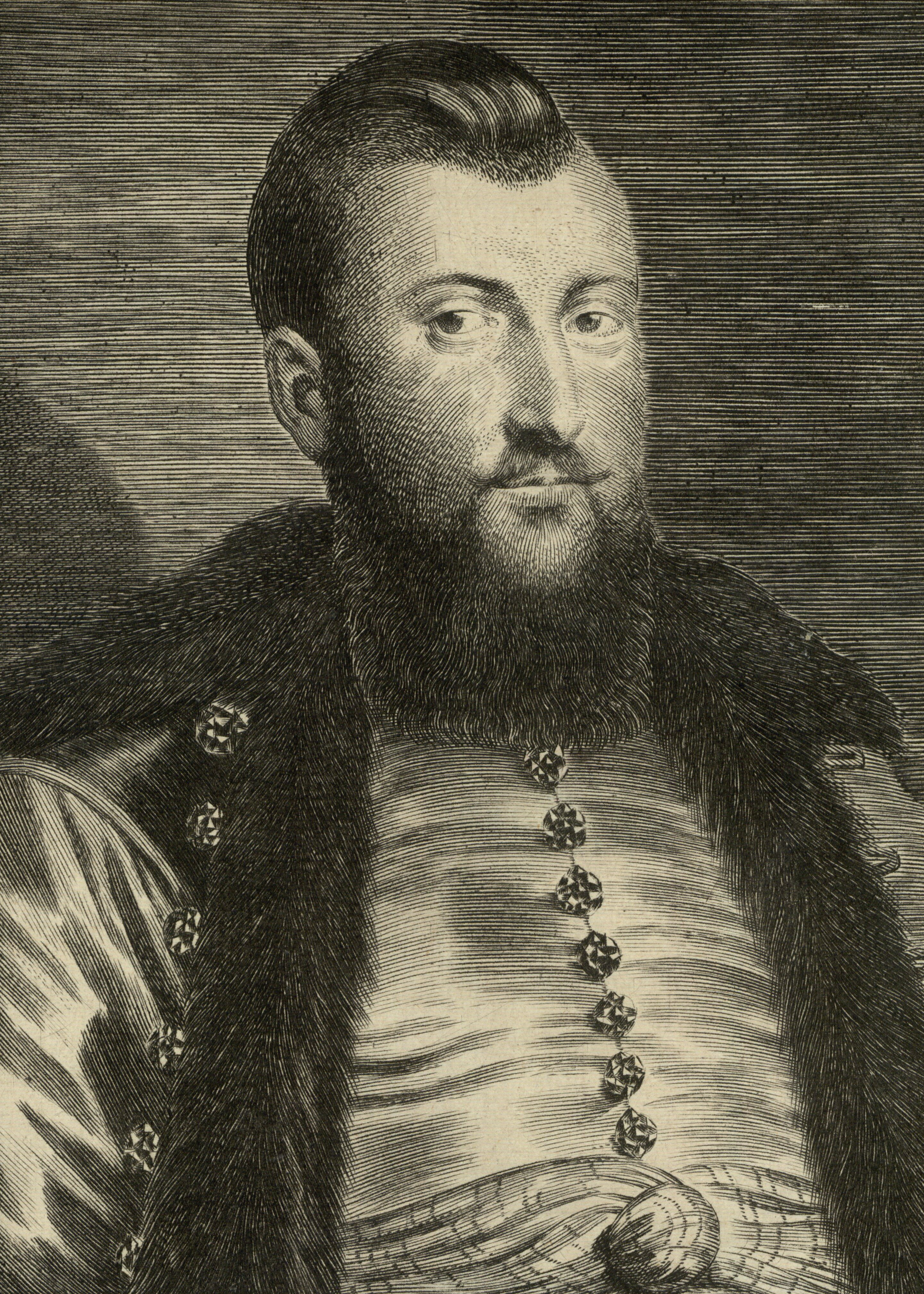
Krzysztof Opaliński

Krzysztof Opaliński (* 21. Januar 1611 in Sieraków; † 6. Dezember 1655 in Włoszakowice, Polen) war ein polnischer Adliger, Staatsmann und Dichter. Als Sohn des Piotr Opaliński (1586–1624) entstammte er dem den Magnaten zugerechneten Adelsgeschlecht der Opalińskis. Seine Mutter war Zofia Opalińska, geborene Kostka.

## Leben
Opaliński studierte zusammen mit seinem Bruder Łukasz (1612–1666) von 1620 bis 1625 an der Lubrański-Akademie in Posen und von 1626 bis 1630 in Löwen, Orléans und Padua. Nachdem er nach Polen als Starost von Śrem zurückgekehrt war, wurde er in der politischen Landschaft des Staates aktiv. Er beteiligte sich 1632 an der Wahl des Königs Władysław IV. Wasa und wurde dabei zum Sejm-Abgeordneten gewählt. 1637, nach dem Tod seines Onkels Jan Opaliński (1581–1637), wurde er Wojewode von Posen. Er stand in Gegnerschaft zu den meisten der militärischen Planungen Władysław IV. Wasas (unter anderem die Vergrößerung seiner Armee zum „Kreuzzug“ gegen das Osmanische Reich), unterstützte allerdings dessen Idee für die Einrichtung von Zöllen für den Seehandel. Im Jahr 1645 leitete er eine Gesandtschaft nach Paris, um dort die Heirat von Luisa Maria Gonzaga mit Władysław zu vermitteln und diese im Anschluss nach Polen zu begleiten.
1647 erwarb er von seinem Bruder Łukasz Sieraków und zog dorthin um. 1650 eröffnete er hier, unter Rückgriff auf das didaktische Material Johann Amos Comenius’, die erste neuzeitliche Schule Polens. Als Katholik unterstützte er religiöse Toleranz und war ein Gegner der Jesuiten. Er trat als Mäzen zahlreicher Schriftsteller und Wissenschaftler auf und war als bibliophil bekannt. Zu seinen politischen Rivalen in Großpolen gehörte der Starost Bogusław Leszczyński (1612–1659), mit dem er um das Amt eines Wojewoden von Posen konkurrierte.
Als Johann II. Kasimir 1648 zum neuen König Polens gewählt wurde, trat Krzysztof Opaliński der Opposition gegen diesen bei. Der König hatte nur wenige Unterstützer und Freunde in den Reihen der polnischen Szlachta, da er offen mit Österreich sympathisierte und der polnischen Kultur ignorant und verachtend gegenübertrat. Daher hielten viele Adlige des Staates Johann II. Kasimir entweder für einen schwachen oder die Jesuiten unterstützenden König („Jesuitenkönig“) oder hatten andere Gründe dafür, ihn abzulehnen und stattdessen den Protestanten Karl X. Gustav von Schweden in seinem Anspruch auf den polnischen Thron zu unterstützen. Während der folgenden schwedischen Invasion entschieden sich die mit der Verteidigung Großpolens betrauten Krzysztof Opaliński und Bogusław Leszczyński aufgrund ihrer Unzufriedenheit mit Johann II. Kasimir dazu, sich  Karl Gustav gemeinsam mit ihrem Adelsaufgebot (pospolite ruszenie) am 25. Juli 1655 bei Ujście kampflos zu ergeben. Viele andere Wojewoden folgten daraufhin ihrem Beispiel, insbesondere Janusz Radziwiłł im Großfürstentum Litauen, obgleich Krzysztofs Bruder Łukasz Opaliński dem polnischen König loyal blieb. Große Teile des Landes wurden daraufhin von den Schweden eingenommen – bis zur Belagerung von Jasna Góra und der Konföderation von Tyszowce, welche den Krieg gegen die Schweden zu einem Wendepunkt brachten.
Krzysztof Opaliński wurde neben seinem Vater in den Katakomben der Kirche von Sieraków bestattet.

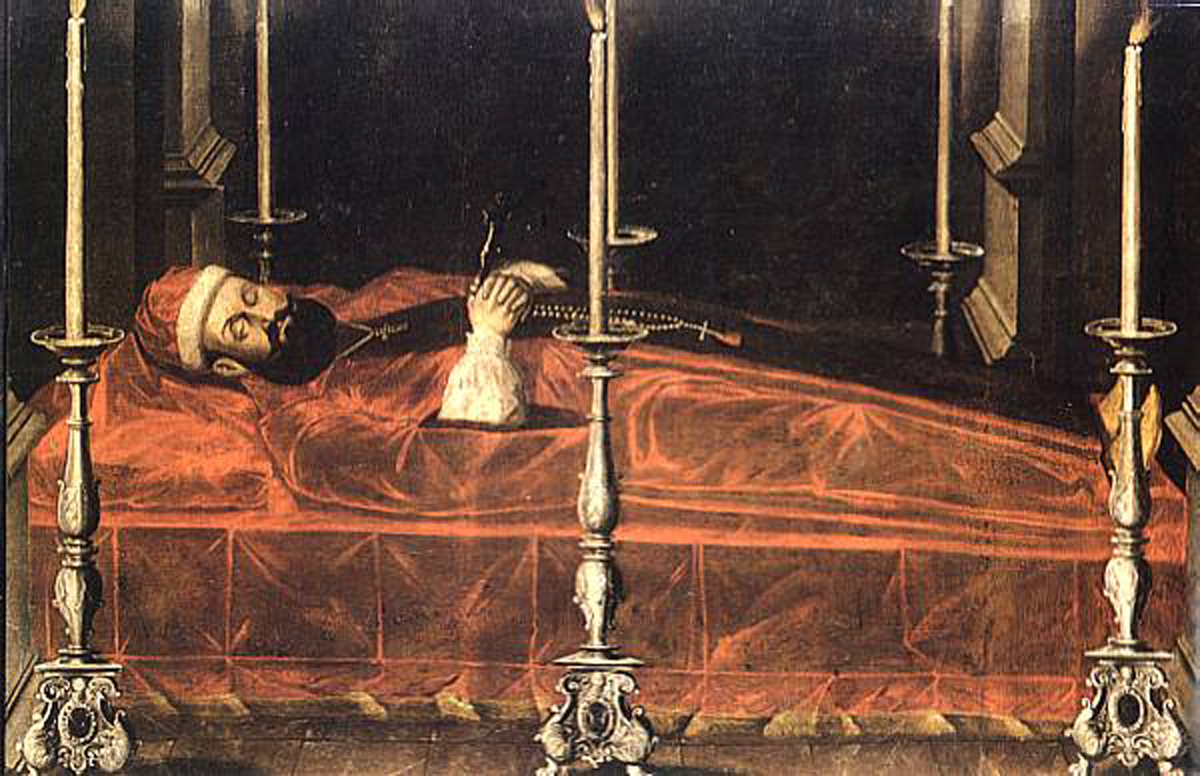
Krzysztof Opaliński nach seinem Tod. Gemälde in der Kirche von Sieraków

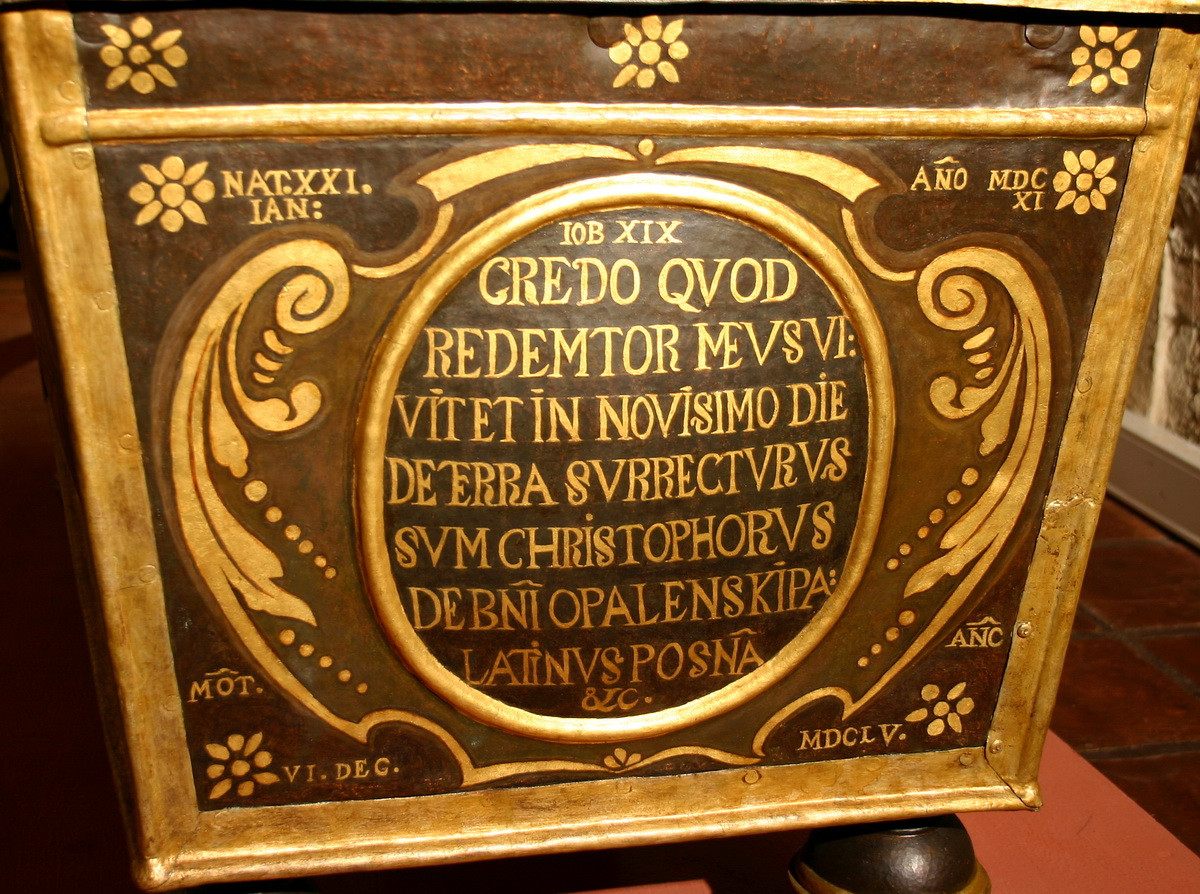
Sarg von Opaliński

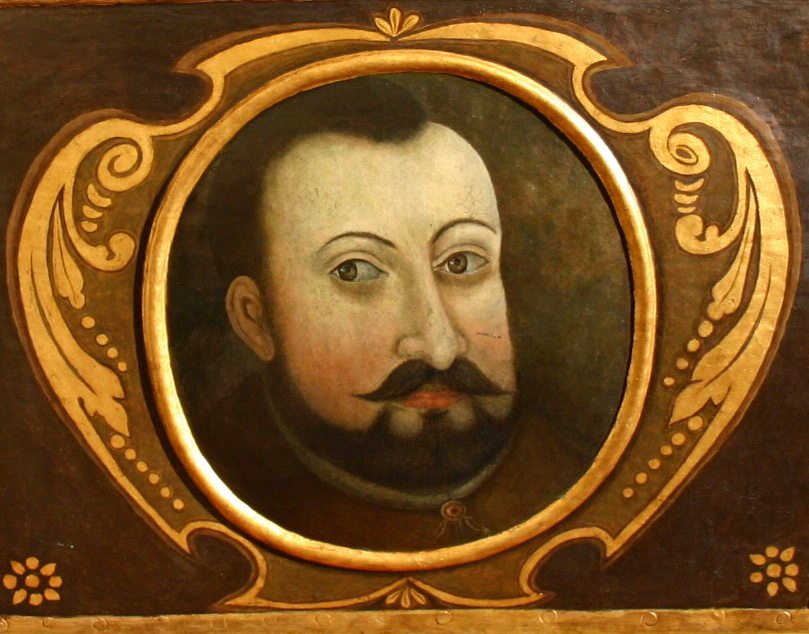
Porträt von Opaliński auf seinem Sarg

## Staatsdienst
Opaliński war ab ca. 1630 Starost von Śrem, Kowel und Międzylesie. Ab 1637 folgte er in das Amt eines Wojewoden von Posen.

## Ehe und Nachkommen
Opaliński war ab 1634 mit Teresa Konstancja Czarnkowska († 1660) verheiratet. Aus der Ehe entsprangen sechs Kinder, darunter zwei Söhne:
- Piotr Adam Opaliński (1636–1682)
- Jan Karol Opaliński (1642–1695), über eine seiner Töchter Großvater der Maria Leszczyńska

## Werke
Opaliński war der Autor eines populären Werkes, welches im 17. Jahrhundert oft wiederaufgelegt wurde und den Namen Satyry, albo Przestrogi do naprawy rządu i obyczajów w Polszcze należące (Satiren, oder Warnungen für die Reform der Regierungsform und Bräuchen in Polen) trug. Er veröffentlichte es 1650, zur Zeit des Chmelnyzkyj-Aufstands, der das Goldene Zeitalter Polen-Litauens beendete. Diese Satiren, geschrieben nach dem Vorbild der Satiren von Juvenal, sind sein wohl berühmtestes Werk. In ihnen prangerte er die Unterdrückung der Bauern (die die Leibeigenschaft förderte) und den Missbrauch der Goldenen Freiheit, der sich in der zunehmenden Anarchie des politischen Lebens Polen-Litauens ausdrückte an.
Er schrieb ebenfalls über das Thema der Hexerei in einer seiner Satiren und gehörte damit zu den wenigen zeitgenössischen Personen, die deutlich einige der Motive hinter der Hexenverfolgung erkannten und diese ablehnten. Er schrieb ebenfalls Komödien und Tragödien für seine Schule, die jedoch nicht überliefert wurden. Seine Briefe an seinen Bruder Łukasz geben Aufschluss über sein Leben und wurden gesammelt in Listy Kszysztofa Opalińskiego do brata Łukasza 1641-1653 (erste Ausgabe 1957).